# Cleveland (Minnesota)
Cleveland is een plaats (city) in de Amerikaanse staat Minnesota, en valt bestuurlijk gezien onder Le Sueur County.

## Demografie
Bij de volkstelling in 2000 werd het aantal inwoners vastgesteld op 673. In 2006 is het aantal inwoners door het United States Census Bureau geschat op 702, een stijging van 29 (4,3%).

## Geografie
Volgens het United States Census Bureau beslaat de plaats een oppervlakte van 1,5 km², geheel bestaande uit land. Cleveland ligt op ongeveer 315 m boven zeeniveau.

## Plaatsen in de nabije omgeving
De onderstaande figuur toont nabijgelegen plaatsen in een straal van 20 km rond Cleveland.